# チアンジュール

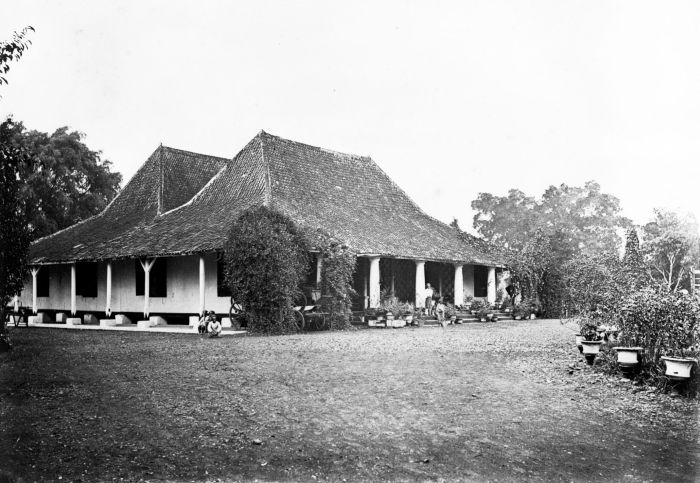
チアンジュールの民家（1900年代）

チアンジュール (スンダ語: ᮎᮤᮃᮔ᮪ᮏᮥᮁ) は、インドネシア・西ジャワ州のチアンジュール県の県庁が置かれている郡および町。チアンジュール米という良質な米を産する高原都市でもある。ジャカルタの90km南東、バンドンの60km西に位置する。チアンジュールの人口は2010年の15万8125人から、2020年には17万3265人になるなど増加傾向にある。2021年の推計値は17万4587人である 。チアンジュールではバンドンに通勤通学する住民が多い。

## 歴史

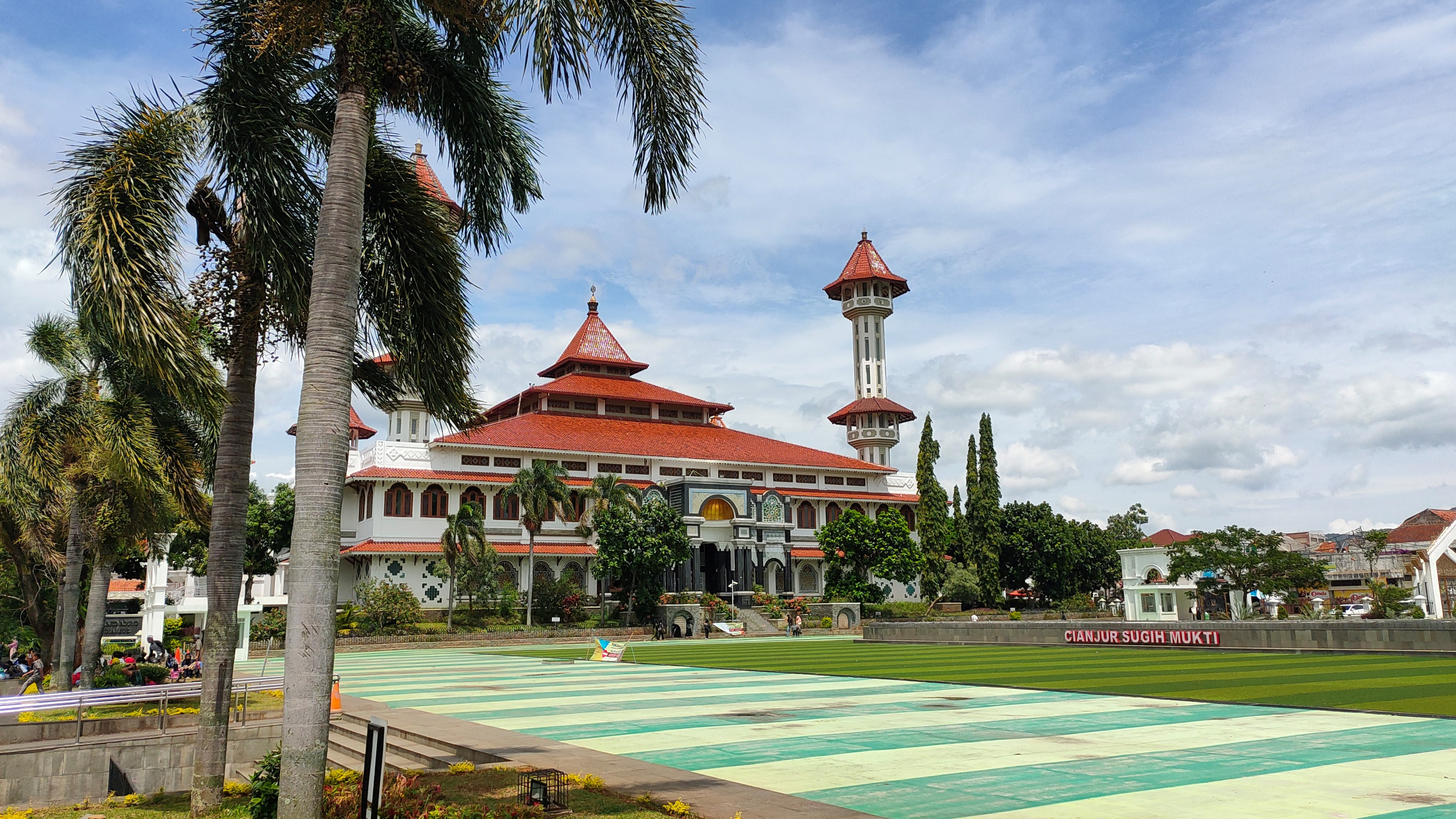
チアンジュールの大モスク

チアンジュールの歴史は、1677年にスンダ王国の首都パジャジャランから来たR. A. Wiratanudatar I（チアンジュール公）が町の建設を開始したことに始まる。
2007年にチアンジュール郡役場で働く女性職員はヒジャブを着用することが義務付けられた。
2009年9月2日、マグニチュード7.0の地震である2009年西ジャワ地震によって21人の死者が出た。
2022年11月21日に発生したジャワ島西部地震 では、2009年西ジャワ地震よりも多い331人の死者および7729人以上の負傷者を出した。

## 行政区画
チアンジュール郡には以下の11の村がある。
- Babakankaret
- Bojongherang
- Limbangansari
- Mekarsari
- Muka
- Nagrak
- Pamoyanan
- Sawahgede
- Sayang
- Solokpandan
- Sukamaju

## 経済
中小企業主体の製造業が経済の中心である。 革、木材、貴金属、 麻、陶磁器、布、食品など製造している。

## 交通

### 道路
ジャカルタからチアンジュールを通ってバンドンをつなぐ幹線道路は長い間混雑していたが、2005年にジャカルタ-バンドン有料道路が新しく開通すると、チアンジュールを通る幹線道路の混雑は解消した。現在ではジャカルタとバンドンをつなぐ観光ルートとして、旅行者などに使われている事が多くなっている。

### 鉄道
バンドンとボゴールを結ぶ国鉄スカブミ線は単線非電化のローカル線である。老朽化が著しいため2年間運行を休止して設備を更新する工事を行い、2014年2月8日に運行を再開した。スカブミまで観光列車シリワンギ号が運行している。渋滞に巻き込まれるバスより速いが、運賃はバスの2倍である。

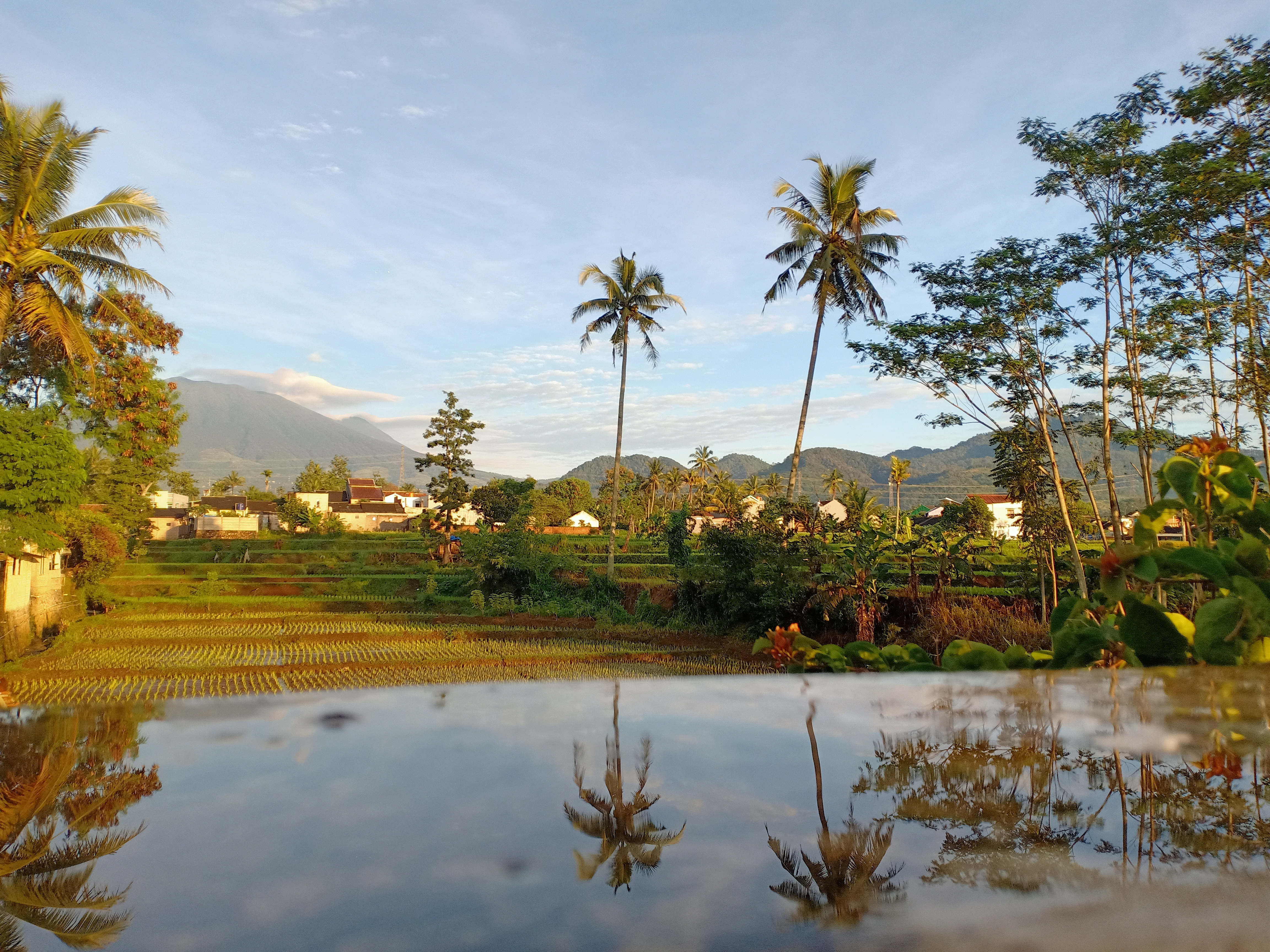
Mekarsari村の沼地

## 気候
チアンジュールの気候区分はケッペンの気候区分において熱帯雨林気候(Af)に分類される。チアンジュールの気候の特徴として、6~9月にかけて弱い雨が、10~5月にかけて激しい雨が降る。
| チアンジュールの気候   | チアンジュールの気候 | チアンジュールの気候 | チアンジュールの気候 | チアンジュールの気候 | チアンジュールの気候 | チアンジュールの気候 | チアンジュールの気候 | チアンジュールの気候 | チアンジュールの気候 | チアンジュールの気候 | チアンジュールの気候 | チアンジュールの気候 | チアンジュールの気候 |
| 月                     | 1月                  | 2月                  | 3月                  | 4月                  | 5月                  | 6月                  | 7月                  | 8月                  | 9月                  | 10月                 | 11月                 | 12月                 | 年                   |
| ---------------------- | -------------------- | -------------------- | -------------------- | -------------------- | -------------------- | -------------------- | -------------------- | -------------------- | -------------------- | -------------------- | -------------------- | -------------------- | -------------------- |
| 平均最高気温 °C （°F） | 28.1 (82.6)          | 28.3 (82.9)          | 29.0 (84.2)          | 29.3 (84.7)          | 29.5 (85.1)          | 29.3 (84.7)          | 29.4 (84.9)          | 29.9 (85.8)          | 30.4 (86.7)          | 30.2 (86.4)          | 29.5 (85.1)          | 28.9 (84)            | 29.32 (84.76)        |
| 日平均気温 °C （°F）   | 24.0 (75.2)          | 24.1 (75.4)          | 24.4 (75.9)          | 24.7 (76.5)          | 24.7 (76.5)          | 24.1 (75.4)          | 23.9 (75)            | 24.1 (75.4)          | 24.6 (76.3)          | 24.7 (76.5)          | 24.5 (76.1)          | 24.5 (76.1)          | 24.36 (75.86)        |
| 平均最低気温 °C （°F） | 20.0 (68)            | 19.9 (67.8)          | 19.9 (67.8)          | 20.1 (68.2)          | 19.9 (67.8)          | 18.9 (66)            | 18.4 (65.1)          | 18.3 (64.9)          | 18.8 (65.8)          | 19.3 (66.7)          | 19.6 (67.3)          | 20.1 (68.2)          | 19.43 (66.97)        |
| 雨量 mm （inch）       | 283 (11.14)          | 245 (9.65)           | 295 (11.61)          | 280 (11.02)          | 204 (8.03)           | 118 (4.65)           | 116 (4.57)           | 111 (4.37)           | 119 (4.69)           | 245 (9.65)           | 299 (11.77)          | 295 (11.61)          | 2,610 (102.76)       |
| 出典：Climate-Data.org |                      |                      |                      |                      |                      |                      |                      |                      |                      |                      |                      |                      |                      |

## 出身有名人
- en:Djumhana Wiriaatmadja(1904~1975、政治家、外交官)
- en:Mohammad Enoch (1893~1965、政治家、技術者)
- en:Robi Darwis (2003~、サッカー選手)
- en:Rd Mochtar (1918~、俳優)
- en:Nyonya The Tiang Ek, (1920年代、作家、翻訳家)
- en:Utuy Tatang Sontani (1920–1979、作家、大学講師)